# Szilfafélék
A szilfafélék (Ulmaceae) a rózsavirágúak (Rosales) rendjének egyik családja az eurosids I kládban (APG III-rendszer). Monofiletikus csoportot, azaz kládot képeznek az eperfafélékkel (Moraceae), kenderfélékkel (Cannabaceae) és a csalánfélékkel (Urticaceae). A négy család éppen ezért közös, monofiletikus taxonba vonható csalánvirágúak (Urticae) néven, és ezek a rózsavirágúak kladogramján eléggé külön állnak. A Borhidi-rendszerben a csalánvirágúak főrendje (Urticanae) közös alosztályban szerepelt a bükkfavirágúakkal (Faganae) és egyéb barkás fákkal, a Hamamelididae alosztályban (varázsdió-virágúak vagy barkás fák).
A családba hat nemzetség 35 faja tartozik. A korábban ide sorolt ostorfafélék alcsaládja (Celtoideae) kladisztikus vizsgálatok eredményeképpen átkerült a kenderfélék családjába.

## Elterjedésük, élőhelyük
A család tagjai az északi mérsékelt területeken sokfelé elterjedtek, másfelé, Ausztrálázsia kivételével szórványosan fordulnak elő.

## Jellemzésük
A csalánvirágúak kládjának legősibb családja, amely több ősi bélyeget őrzött meg, mint a többi három család. Így például a virágok még gyakran kétivarúak, bennük porzókat és termőket is találunk. A család tagjai kivétel nélkül fás szárúak (ősibb bélyeg), fák vagy cserjék.
Leveleik általában kétsorosan állnak, válluk aszimmetrikus (az egyik váll kissé csapott, a másik lejjebb nyúlik), tagolatlanok, a szélük fűrészes vagy fogas. Epidermiszükben szőlőfürtszerű mészkiválásokat, úgynevezett cisztolitokat halmoznak fel.
Egy- vagy kétivarú virágaikat 4–8 szabadon álló vagy részben összenőtt lepellevél borítja. Apró virágaik egyesével vagy csomókban állnak, esetleg bogernyőbe tömörülnek. A gínőceum alsó állású, a termő két termőlevélből nőtt össze. A termés lependék, a magvakban a szekunder endospermium olykor hiányzik. Termésük szárnyas makk vagy csonthéjas. Tejnedvük nincs.

## Gyakoribb fajok
Hegyi szil (Ulmus glabra), mezei szil (Ulmus minor), vénic-szil (Ulmus laevis), angol szil (Ulmus procera), szibériai szil (Ulmus pumila), holland szil (Ulmus x hollandica), kínai szil (Ulmus parvifolia), japán szil (Ulmus japonica), japán gyertyánszil (Zelkova serrata), kaukázusi gyertyánszil (Zelkova carpinifolia)

## Felhasználásuk
A mezei szil értékes ipari fa. Igénytelenségük miatt több fajt, illetve hibridet rendszeresen ültetnek sorfának.

## Kártevői
A szilfavész nevű gombabetegséget a Ceratocystis ulmi nevű tömlősgombafaj okozza, és főleg az európai állományokat károsítja.